# 190 км (колійний пост)
190 км — колійний пост Полтавської дирекції Південної залізниці на електрифікованій лінії Гребінка — Ромодан між станціями Солоницька (4,4 км)та Тарнавщина (4,3 км). Розташований у Лубенському районі Полтавської області.

## Історія
Колійний пост 190 км відкритий у 2007 році на вже існуючій лінії Київ — Полтава, відкритій у 1901 році та електрифікованій у 1998 році.
Має виключно технічне значення, тому приміські поїзди на колійному посту не зупиняються. У розклади руху поїздів не внесений.